# Acraea tella
Acraea tella är en fjärilsart som beskrevs av Eltringham 1912. Acraea tella ingår i släktet Acraea och familjen praktfjärilar. Inga underarter finns listade i Catalogue of Life.